# Danil Poljanski
Danil Poljanski (* 17. Dezember 1991) ist ein kasachischer Leichtathlet, der sich auf den Stabhochsprung spezialisiert hat.

## Sportliche Laufbahn
Erste internationale Erfahrungen sammelte Danil Poljanski im Jahr 2017, als er bei den Asienmeisterschaften in Bhubaneswar mit übersprungenen 5,20 m den sechsten Platz im Stabhochsprung belegte. Im Jahr darauf gelangte er bei den Hallenasienmeisterschaften in Teheran mit 5,00 m auf Rang vier und 2019 wurde er bei den Asienmeisterschaften in Doha mit 5,31 m Neunter. 2023 belegte er bei den Hallenasienmeisterschaften in Astana mit 4,80 m den siebten Platz und im Jahr darauf gelangte er bei den Hallenasienmeisterschaften in Teheran mit 5,15 m auf Rang sieben.
In den Jahren 2018 und 2022 wurde Poljanski kasachischer Meister im Stabhochsprung im Freien sowie 2020 in der Halle.